# Gaius Valerius Triarius
Gaius Valerius Triarius (gestorven: ca. 45 v.Chr.) was een Romeins generaal uit de 1e eeuw v.Chr. Ten tijde van de Derde Mithridatische Oorlog was Triarius een van de onderbevelhebbers van Lucius Licinius Lucullus. In die hoedanigheid voerde hij twee legioenen aan bij de verloren veldslag bij Zela. Ten tijde van de Burgeroorlog tussen  Pompeius en Caesar vocht Triarius aan de kant van Pompeius Magnus en stierf tijdens deze oorlog.